# Muszloraczki
 Muszloraczki  (Conchostraca) – rząd skrzelonogów (Branchiopoda) liczący przeszło dwieście współcześnie istniejących gatunków  oraz gatunki wymarłe .

## Występowanie
Są to skorupiaki występujące globalnie we wszystkich rodzajach zbiorników wodnych, zarówno słonowodnych, jak i słodkowodnych, w tym okresowo wysychających . Skamieniałości muszloraczków znane są od dewonu .

## Budowa
Tułów połączony z odwłokiem, obie części są spłaszczone grzbietobrzusznie, podzielone na segmenty i okryte dwuczęściowym  karapaksem  zbudowanym głównie z chityny . Posiada wiele par (10–32) krótkich odnóży pływnych, o kształcie listkowatym. Na końcu telsonu znajdują się długie widełki . 

## Rozmnażanie
Rozmnażanie partenogenetyczne lub płciowe. Z jaj powstają pływiki . 